# شبلية
شبلية أو شَبلي هي بلدة وبلدية في مقاطعة يون في برغونية إفرنش كمته في شمال وسط فرنسا.

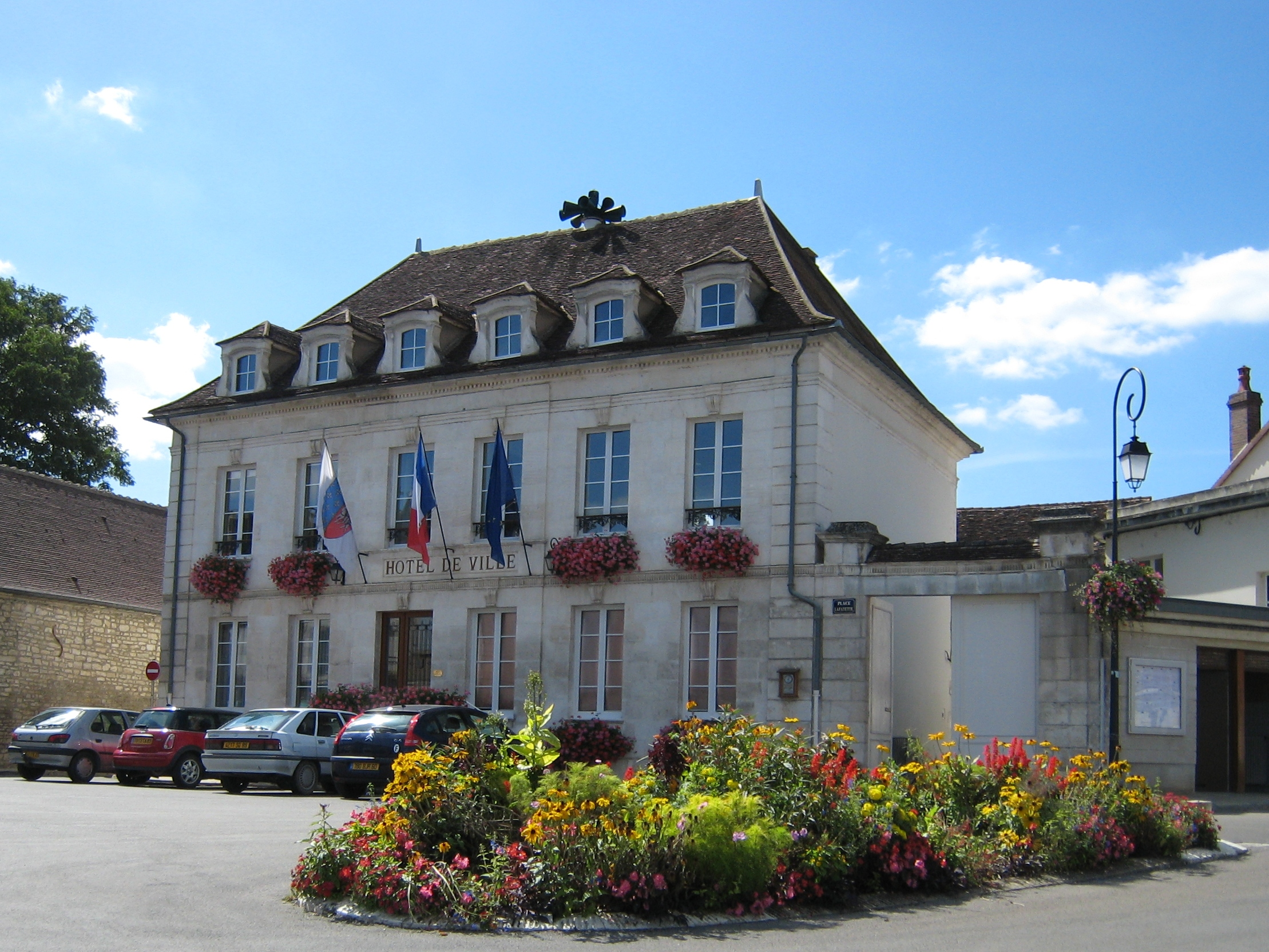
قاعة مدينة شَبلية

تقع في وادي نهر سيرين.

## النبيذ
يطلق اسم قرية شبلية على أحد أشهر أنواع النبيذ الفرنسي الأبيض.  يُصنع شبلية من عنب شَردونيه وهو عنب ينمو جيدًا بشكل خاص في المنطقة.
1. 1 2  الدليل الجغرافي للبلديات، المعهد الجغرافي الوطني، QID:Q20894925
2. 1 2  الدليل الجغرافي للبلديات، المعهد الجغرافي الوطني، 2015، QID:Q20894925
3. ↑  Populations légales 2022 (بالفرنسية), Institut national de la statistique et des études économiques, 19 décembre 2024, QID:Q131560738 {{استشهاد}}: تحقق من التاريخ في: |publication-date= (help)
4. ↑  Base officielle des codes postaux (بالفرنسية), La Poste, 1er octobre 2018, QID:Q66049091 {{استشهاد}}: تحقق من التاريخ في: |publication-date= (help)
5. ↑  Annuaire de service-public.fr، QID:Q97451652
6. ↑  GeoNames (بالإنجليزية), 2005, QID:Q830106
7. ↑  منير البعلبكي؛ رمزي البعلبكي (2008). المورد الحديث: قاموس إنكليزي عربي (بالعربية والإنجليزية) (ط. 1). بيروت: دار العلم للملايين. ص. 206. ISBN:978-9953-63-541-5. OCLC:405515532. OL:50197876M. QID:Q112315598.
8. ↑  Chisholm, Hugh, ed. (1911). "Chablis" . Encyclopædia Britannica (بالإنجليزية) (11th ed.). Cambridge University Press.